# Deutschneudorf
Deutschneudorf est une commune de Saxe (Allemagne), située dans l'arrondissement des Monts-Métallifères, dans le district de Chemnitz. Elle est située près de la frontière entre l'Allemagne et la République tchèque dans la vallée de la rivière Schweinitz. Deutschneudorf est fondé en 1650 environ par des exilés protestants ayant fui la monarchie des Habsbourg en raison de persécutions religieuses. Les villages de Brüderwiese, Deutscheinsiedel, Deutschkatharinenberg et Oberlochmühle font partie de la commune,,,.

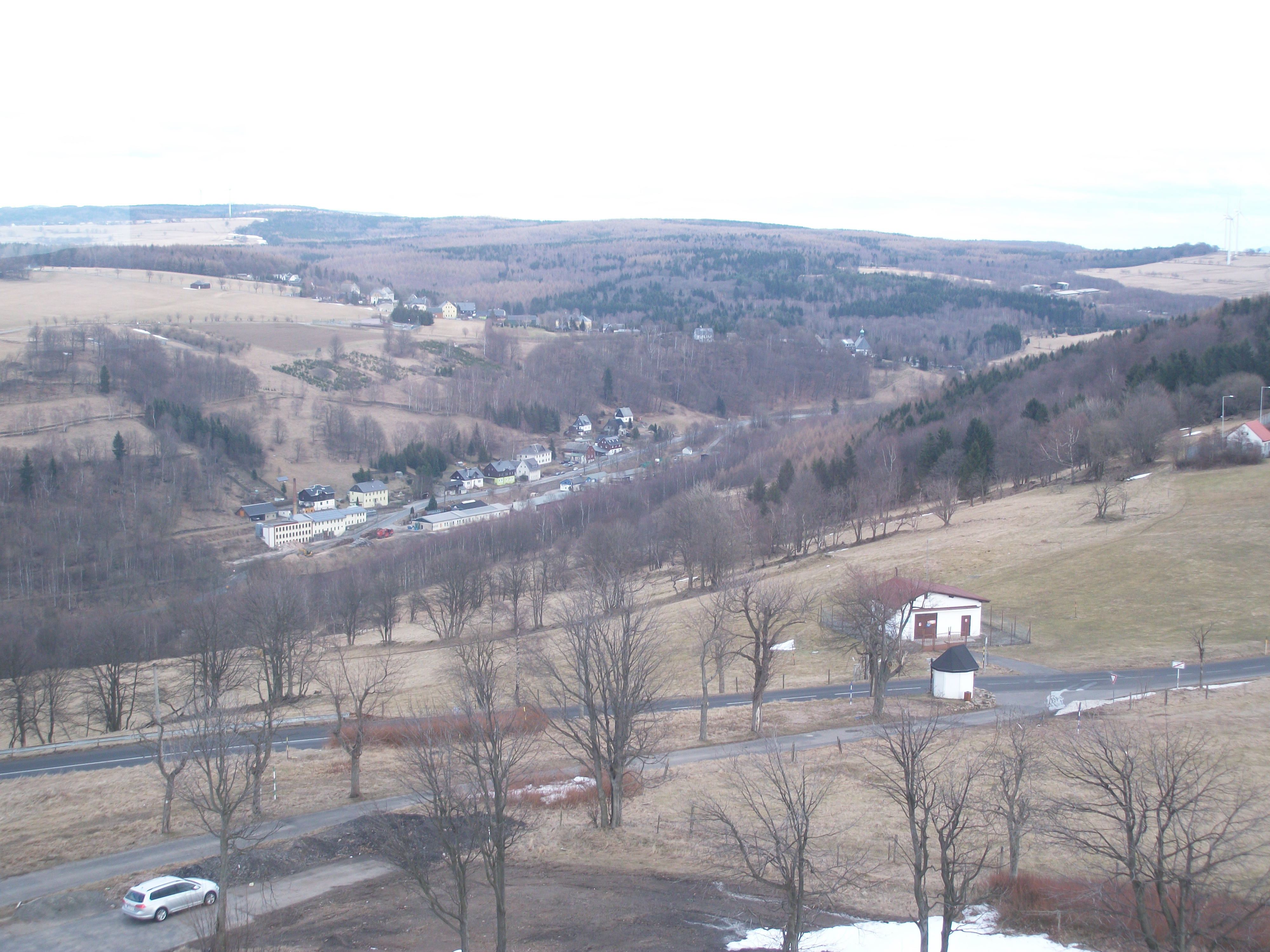
Vue sur l'ancienne gare de Deutschneudorf

Deutschneudorf est traversé par la route d’état S214 et possède un point de passage frontalier routier. De 1927 à 1969 le village était le terminus d’un chemin de fer de Olbernhau-Grünthal.

## Jumelage
- Beratzhausen (Allemagne)